# أتشيمي
أتشيمي أو أشيمي (بالإنجليزية: Achimi)‏ في الأساطير الأفريقية هو إله الجاموس الأفريقي عند شعب القبايل في الجزائر. مع والده، إله الجاموس إثرثر [الإنجليزية]، كانا مسؤولين عن تطوير وتنمية الصيد وأكل اللحوم في أساطير القبايل.

## الأسطورة
أشيمي هو نجل الجاموس الأول إثرثر وثامواتز. بعد لقاءه مع البشر الأوائل، تلقى أشيمي نصيحة من نملة والتي أخبرته عن كيفية سير العالم. أخبرته النملة بإنه إذا أراد حياة مريحة ولكن قصيرة، فسيتعين عليه العيش مع البشر وأن يقوم بخدمتهم. وأما إذا أراد حياة طويلة وحرة، فيمكنه أن يعيش في البرية ولكنه سيكون دائمًا جائعًا. اختار أشيمي الحرية على العيش مع البشر. وأخبرته النملة أيضًا أنه يمكنه التزاوج مع والدته وأخته. عاد أشيمي إلى المنزل وفعل ذلك. وعندما اكتشف إثرثر ذلك، تشاجر الأب والابن، فهزم إثرثر ولاذ بالفرار.
مع والدته وأخته، أعاد أشيمي الإنتاج فخلق قطيعًا من الجاموس. وبعد سنوات عديدة، عندما بلغ أشيمي من الكبر عتيّا، أخذ القطيع يشعر بالبرد والجوع والمعاناة. وهنا، تذكر أشيمي ما قالت له النملة، وأدرك أنه سيكون من الأفضل أن يعيش حياة قصيرة ولكن مريحة مع البشر. وعلى إثر ذلك، أخذ القطيع إلى حيث يعيش البشر. فتم الاحتفاء بالجاموس ومنذ ذلك الحين، رعت البشرية الماشية.